# Institute for Advanced Study
Az Institute for Advanced Study a New Jersey állam Princeton Township nevű részén a Princetoni Egyetem közelében működő 1930-ban alapított magánintézet, amelyet a tudósok elméleti kutatásának előmozdítására hoztak létre, ahol különféle területeken dolgozhatnak a tanítás és egyéb gyakorlati kötelezettségek és a szponzorok határidői nélkül. Leginkább Albert Einstein tudományos otthonaként ismert.

## Tagjai
Magyar tagjai is voltak: Neumann János matematikus és vendégprofesszorként Alföldy Géza ókorkutató (1972-73).
Az intézet több közismert tudósa közül pár jelentősebb: Alföldi András, Albert Einstein, Kurt Gödel, Li Cseng-tao és Jang Csen-ning, Freeman J. Dyson, Franck Wilczek, Edward Witten, J. Robert Oppenheimer, Hermann Weil és André Weil.